# Casa Stenbock
Casa Stenbock (in estone Stenbocki Maja) è uno fra i più noti palazzi storici di Tallinn, la capitale dell'Estonia.
Situato nella Città Vecchia, dal 2000 l'edificio è adibito a sede ufficiale del governo dell'Estonia e della Cancelleria di Stato estone.

## Storia

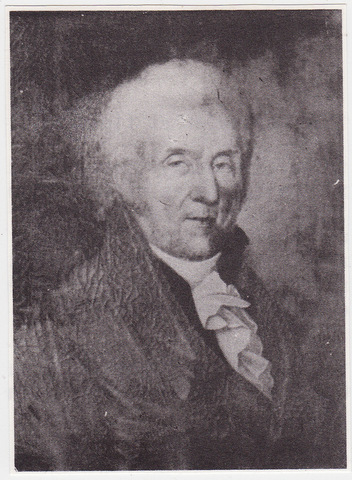
Il conte Jakob Pontus Stenbock.

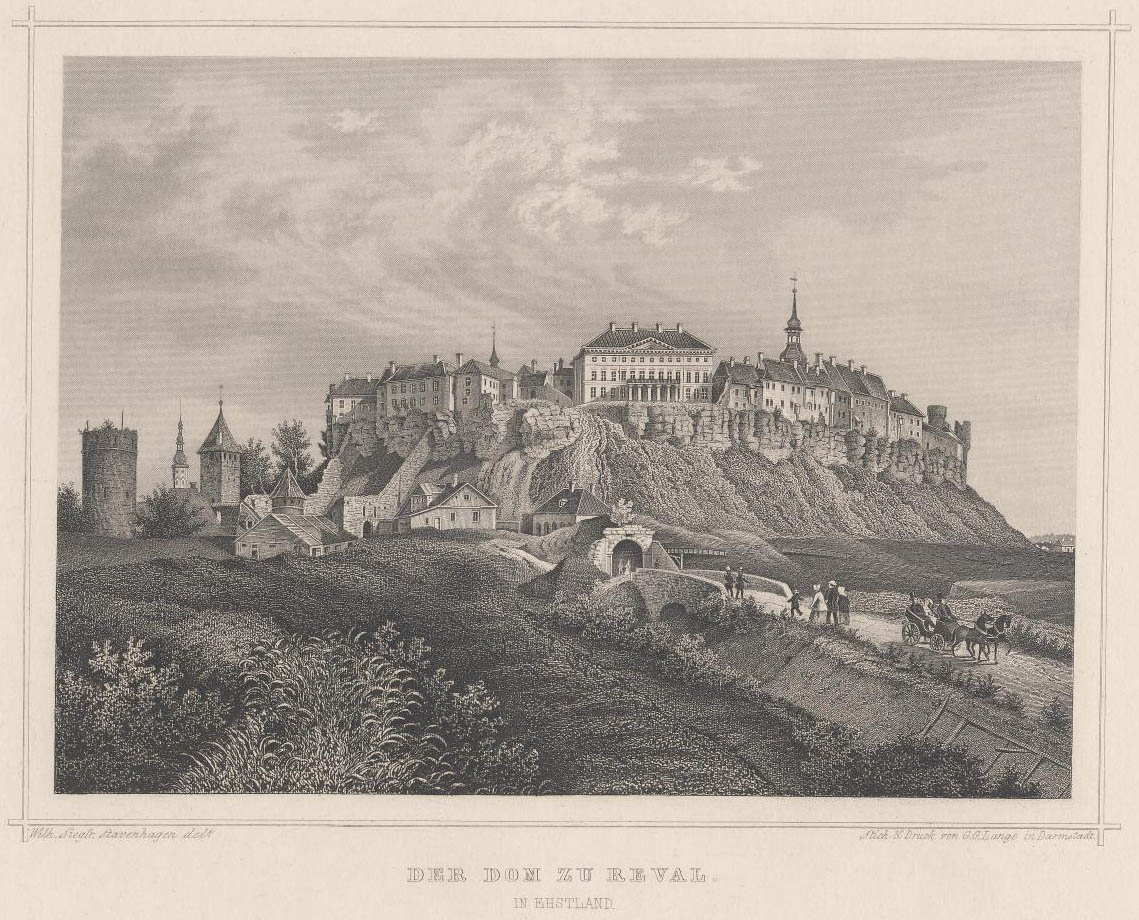
La collina di Toompea in un'incisione del 1867 di Wilhelm Siegfried Stavenhagen, che mostra Casa Stenbock in primo piano.

Il palazzo fu ideato e realizzato nell'ultimo ventennio del Settecento nell'ambito di un vasto piano architettonico per la costruzione di nuovi uffici amministrativi da parte del Governatorato di Reval (così chiamato dall'antico nome di Tallinn durante la dominazione russa). Fu progettato nel 1784 dall'architetto governativo Johann Caspahr Mohr come sede della Corte di Giustizia, ma solo il 20 luglio 1787, dopo numerose gare d'asta senza esito, il generale di brigata Jakob Pontus Stenbock assunse l'appalto della sua costruzione in cima alla collina di Toompea, nel cuore del centro medievale di Tallinn. Tuttavia le autorità russe locali incontrarono subito difficoltà nel reperire i fondi da destinare ai lavori in conseguenza delle spese sostenute a livello centrale per finanziare la guerra russo-turca (1787-1792), tant'è che il palazzo, non ancora completato, passò in proprietà al conte Stenbock a copertura dei debiti. Questi portò a compimento l'edificio probabilmente all'inizio del 1792, utilizzandolo poi come propria residenza cittadina.
Dopo la morte del conte, a partire dal 1828 quegli edifici del primo neoclassicismo russo, che nel loro insieme portano ancor oggi il nome del proprietario originale, passarono nelle mani del magistrato distrettuale e consigliere di stato Paul von Benckendorff (1784-1841), membro della potente confraternita dei Cavalieri Estoni alla quale ne concesse l'uso. Dopo averli impiegati a lungo come propria sede e ristrutturati per adattarli a collegio scolastico, la confraternita decise di acquistarli nel 1873, ma nel 1891 il palazzo tornò in proprietà del governatorato e subì un nuovo restauro per essere finalmente adibito alla funzione di corte di giustizia per la quale era stato progettato un secolo prima, mantenendola poi anche dopo l'indipendenza dell'Estonia fino al novembre 1987.
Nel corso del XX secolo vi vennero ricavate anche delle abitazioni nella dépendance semicircolare sul retro, ma tutta la struttura andò progressivamente deteriorandosi, soprattutto negli anni dell'occupazione sovietica (dal 1939 al 1991), per la mancata manutenzione dell'edificio. Nel 1987 esso venne dichiarato inagibile e ne furono allontanati gli ultimi abitanti per il timore di nuovi crolli, dopo quelli che avevano già interessato le due aule del tribunale e l'archivio. Il degrado proseguì negli anni novanta, nonostante il palazzo fosse passato in dotazione agli uffici del governo estone indipendente, che nel 1996 intervenne con radicali lavori di risanamento conservativo e ricostruzione filologica di tetti, soffitti, pareti, porte, finestre e quant'altro rimosso nel corso della ristrutturazione. Il restauro si concluse all'alba del nuovo millennio e il 23 febbraio 2000 il pubblico fu ammesso a visitare Casa Stenbock rimessa a nuovo con un costo complessivo di 69 milioni di corone; vi furono quindi trasferiti gli uffici governativi (oltre 3 milioni di corone per l'arredamento) che ne presero possesso il 26 giugno, mentre la prima seduta del governo estone (fino ad allora sistemato provvisoriamente nel Castello di Toompea) vi ebbe luogo l'8 agosto. La cerimonia ufficiale di inaugurazione, presieduta dall'arcivescovo della chiesa evangelica luterana estone Jaan Kiivit junior, si svolse il 6 settembre 2000.

## Descrizione

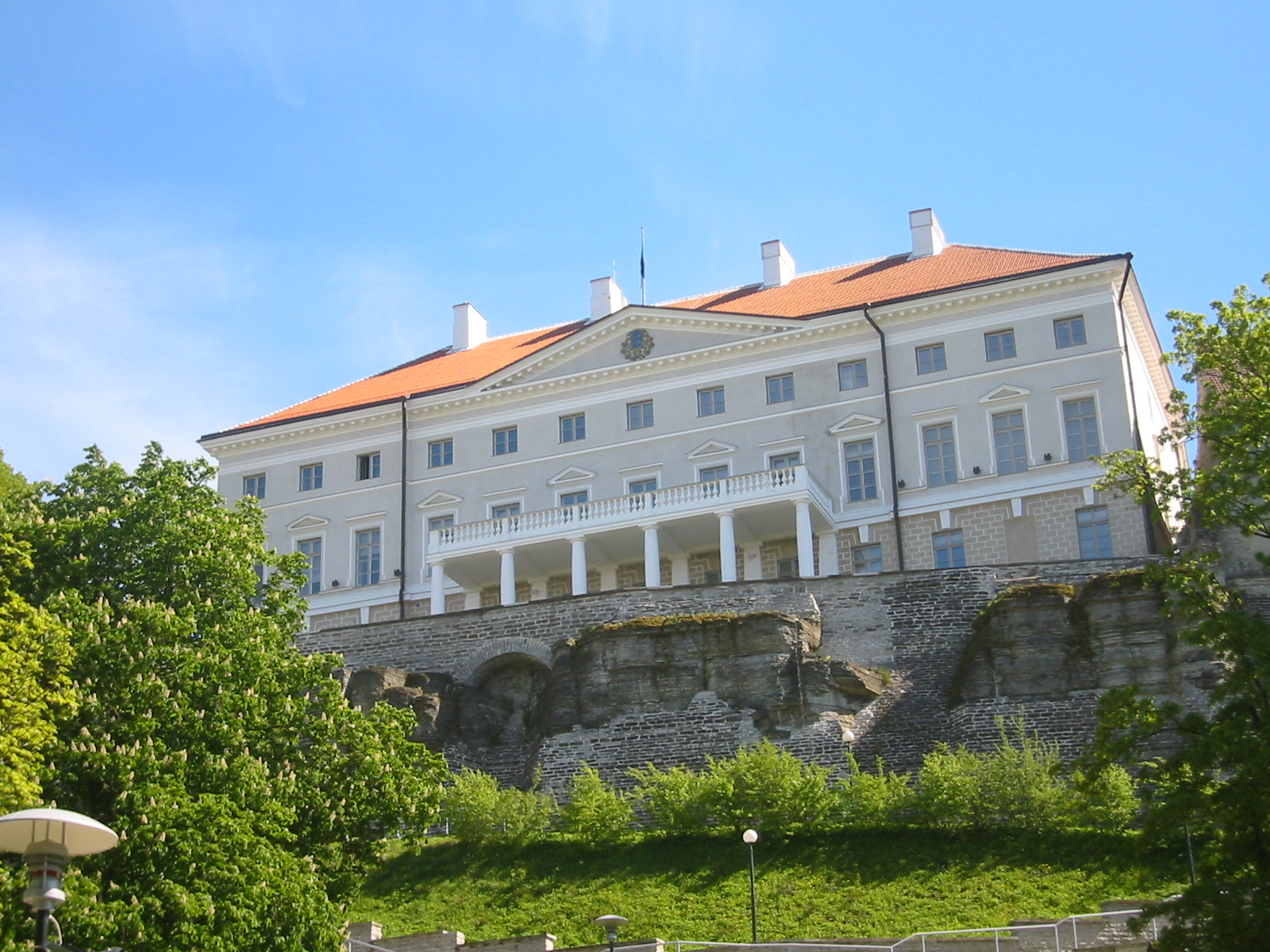
La lineare facciata neoclassica di Casa Stenbock.

Progettata nelle forme semplici e lineari di puro stile classicista, Casa Stenbock svetta in cima al versante settentrionale della collina di Toompea, la città vecchia di Tallinn. Secondo i dettami architettonici dell'epoca, il complesso si sviluppa attorno a un cortile interno, al cui centro si erge solitario un longevo tiglio di 150 anni, e si articola in due corpi: quello principale rivolto a nord, verso il Baltico (Golfo di Finlandia), e una dépendance semicircolare a sud (originariamente destinata a magazzino, scuderia e prigione).
La facciata, distribuita su tre piani, è movimentata da un'ampia balconata centrale (demolita nel 1889, ma ripristinata durante l'ultimo restauro), sorretta da sei colonne doriche con rispettive paraste in pietra dolomite proveniente dall'isola di Saaremaa, dalla scansione modulare delle finestre ad ogni piano (incorniciate con decorazione alternata quelle del primo) e coronata da un frontone poco rilevato che riprende la dentellatura del cornicione conclusivo.
Gli interni, su disegno moderno di Peeter Tambu, richiamano fin dall'ingresso l'ascetismo nordico, con toni freddi e luminosi. Gli antichi uffici giudiziari del primo piano sono oggi utilizzati dalla segreteria del primo ministro, mentre nella grande aula giudiziaria dell'ala ovest si tengono ora le sedute del governo. Di fronte si apre l'imponente Sala dei primi ministri, con i ritratti di otto capi di governo della prima indipendenza estone. L'ala est ospita il gabinetto del primo ministro, la Sala verde (per i ricevimenti) e la Sala blu (per le riunioni). All'ultimo piano sono sistemati la segreteria di stato e l'ufficio strategico, mentre nella dépendance si trovano gli uffici dei consiglieri del primo ministro e dei funzionari del governo.